# Plaine (Bajo Rin)
Plaine es una localidad y comuna francesa, situada en el departamento de Bajo Rin, en la región de Alsacia. Plaine pertenece al cantón de Saales y distrito de Molsheim.

## Demografía
| 629 | 711 | 651 | 672 | 709 | 795 |
| Para los censos de 1962 a 1999 la población legal corresponde a la población sin duplicidades (Fuente: INSEE [Consultar]) |     |     |     |     |     |

## Patrimonio
- Iglesia de Saint-Anould, del siglo XVIII, restaurada en 1920.
- Cementerio militar, Necrópolis Nacional de Francia.
- Observatorio de la Chatte Pendue, a una altitud de 900 m s. n. m.

## Personajes célebres
- Nicolas Ferry